# Wladimir Wladimirowitsch Sherwood

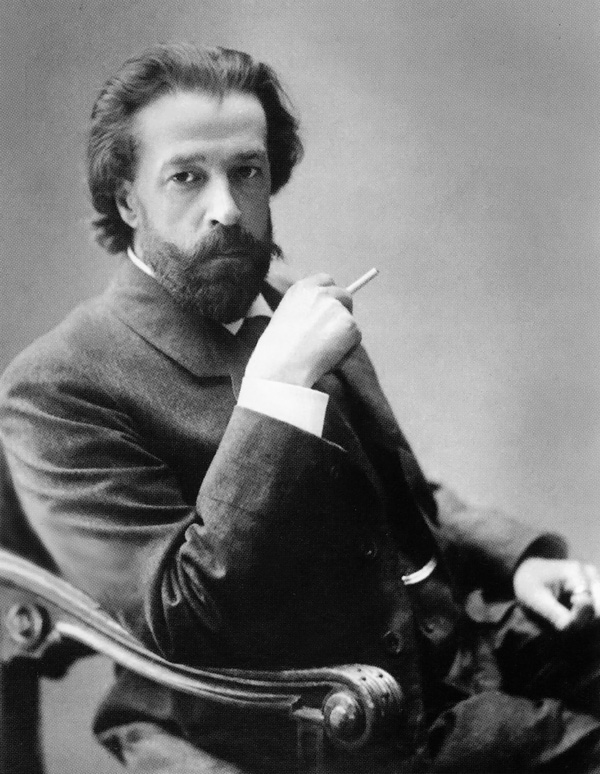
Wladimir Wladimirowitsch Sherwood

Wladimir Wladimirowitsch Sherwood (russisch Владимир Владимирович Шервуд; * 5. Maijul. / 17. Mai 1867greg. in Moskau; † 18. Juni 1930 ebenda) war ein russischer Architekt.

## Leben
Sherwood, zweiter Sohn des Architekten Wladimir Ossipowitsch Sherwood, schloss das Studium an der Moskauer Hochschule für Malerei, Bildhauerei und Architektur 1895 mit der Großen Silbermedaille und dem Titel Künstler der Architektur ab. 1898 wurde er Architekt der 1896 gegründeten Aktiengesellschaft der Werkzeugfabriken der Brüder Eduard und Friedrich Bromley aus Hannover und Architekt des Handelshauses K. Thiele. Zusammen mit Gustav Helrich und I. I. Rerberg baute Sherwood 1902 die Villa S. G. Protopopow-W. S. Tatischtschew (Nowokusnezkaja Uliza 12, 14). 1903 wurde er Architekt der Moskauer Kaufmannsgesellschaft und Mitglied der Kommission für die Umgestaltung der Unteren Handelsreihen im Rahmen der Umgestaltung des Gebiets zwischen dem Moskauer Roten Platz und dem Sarjadje, so dass Sherwood wesentlich zur Gestaltung des Moskauer Zentrums beitrug.
In den 1900er Jahren führte Sherwood Projekte zum Bau von Mietshäusern in Moskau durch. Dabei erwies er sich als Vertreter der Moskauer Moderne, die vom Jugendstil ausging. So entstanden ein Mietshaus am Chlebny Pereulok 8 (1903), ein Mietshaus an der Baumanskaja Uliza 35 (1902–1906), für die J. J. Orlow-Erben das Mietshaus an der Smolenskaja Ploschtschad 1/4 (1906), das A. A. Durlin-Mietshaus an der Uliza Bolschaja Ordynka 13/9 (1906) und das Mietshaus an der Uliza Pokrowka 44 (1909). 1906 baute Sherwood das barocke W. D. Kossizyn-Gymnasium am Tschernigowski Pereulok 9–13 um. 1911 folgte das Kontorgebäude an der Uliza Sretenka 6/2. An der Staraja Ploschtschad erstellte er 1912–1915 zwei Geschäftshäuser für W. I. Titow (Staraja Ploschtschad 4) und J. A. und E. Armand (Staraja Ploschtschad 6). Im Haus Staraja Ploschtschad 4 residierte in der sowjetischen Zeit das Zentralkomitee der KPdSU, während jetzt dort die Russische Präsidialverwaltung und im Haus Staraja Ploschtschad 6 die Verwaltung der Oblast Moskau untergebracht ist.
Nach der Oktoberrevolution führte Sherwood keine Bauten mehr aus.
Sherwood war verheiratet mit Nina Alexandrowna Ganeschina und hatte eine Tochter und einen Enkel. Sherwoods älterer Bruder Sergei war auch Architekt, während sein jüngerer Bruder Leonid Bildhauer war.

## Werke

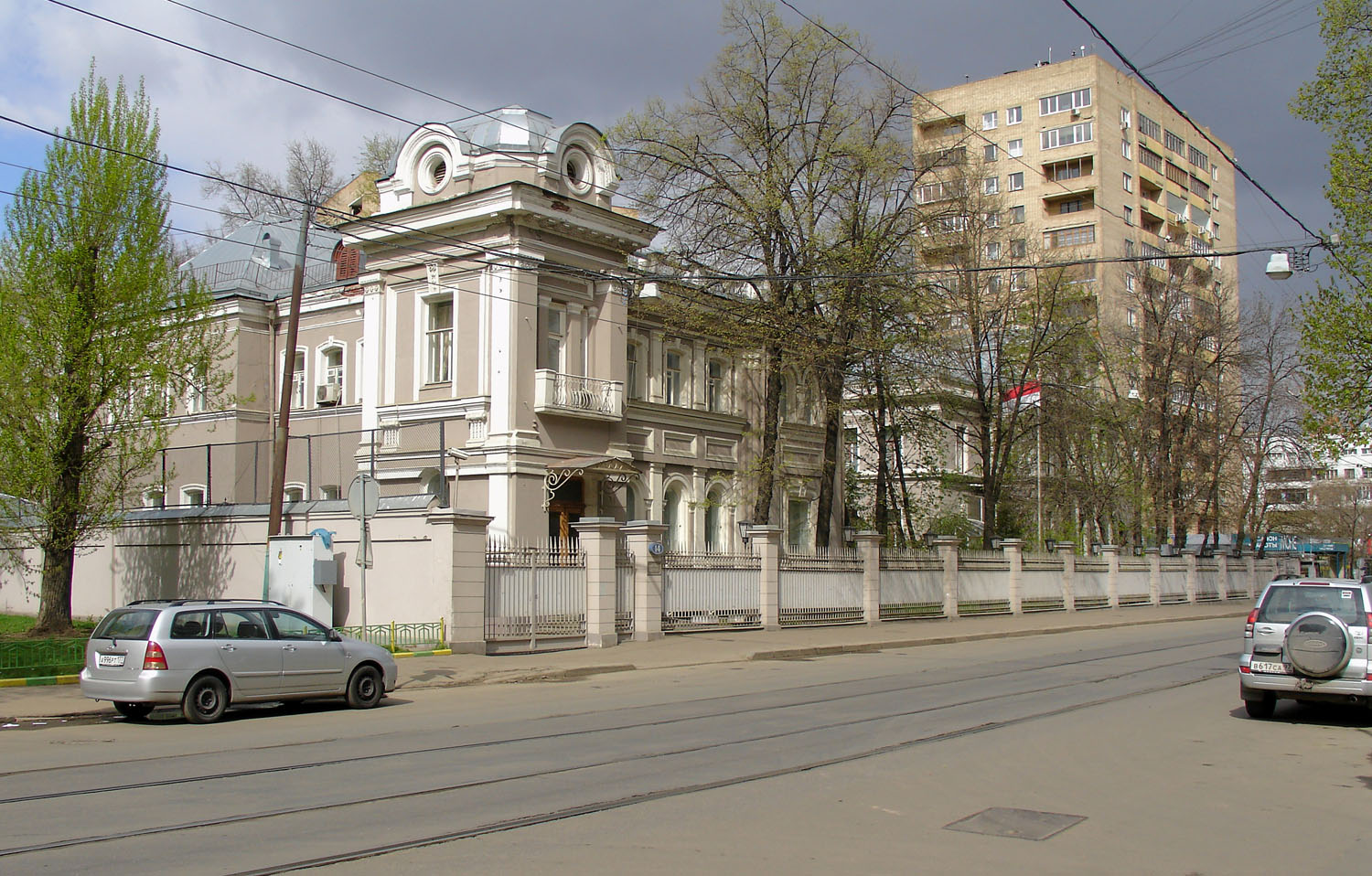
Villa S. G. Protopopow-W. S. Tatischtschew, Nowokusnezkaja Uliza 12–14, Moskau
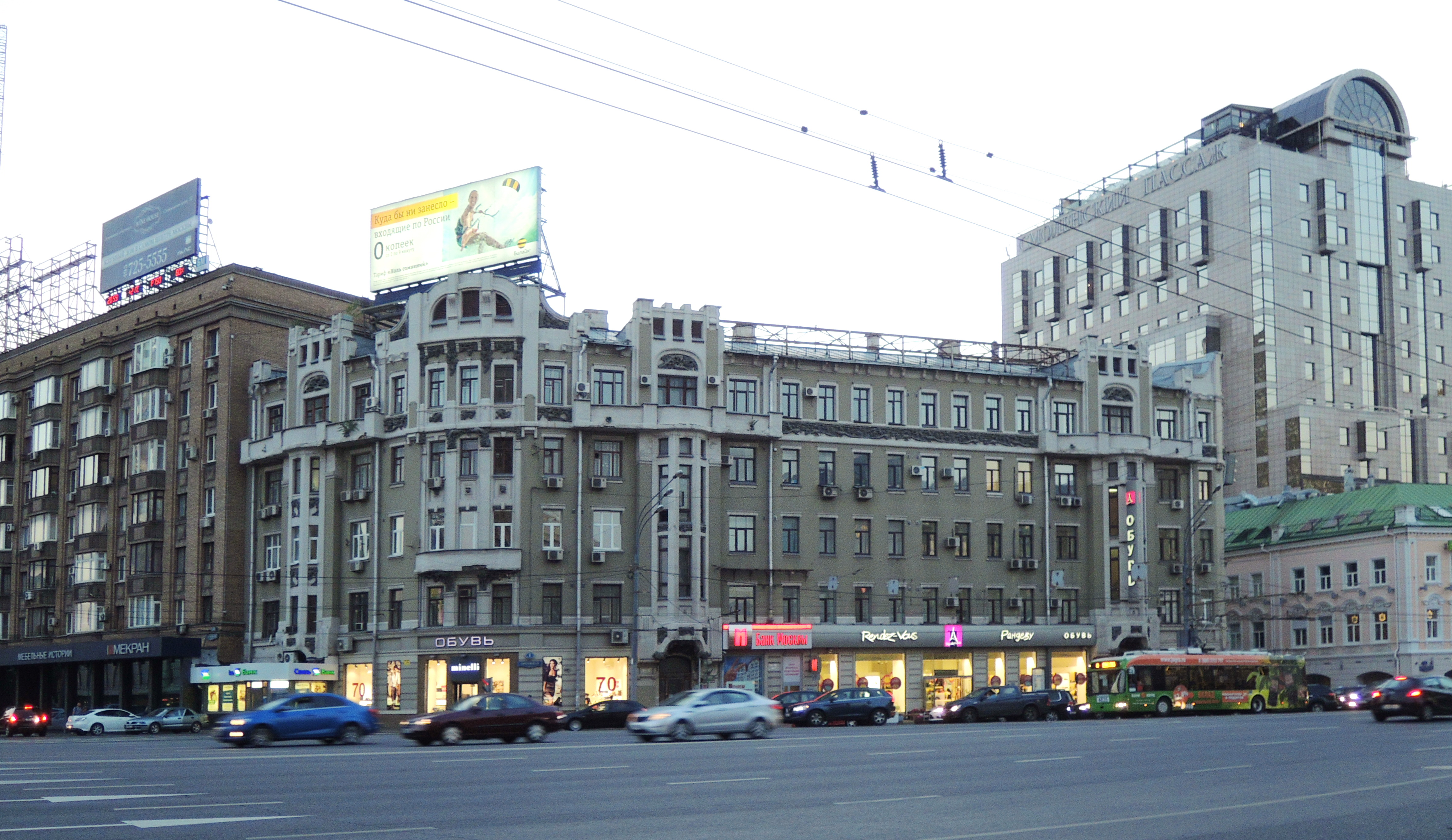
Orlow-Mietshaus, Smolenskaja Ploschtschad 1/4, Moskau
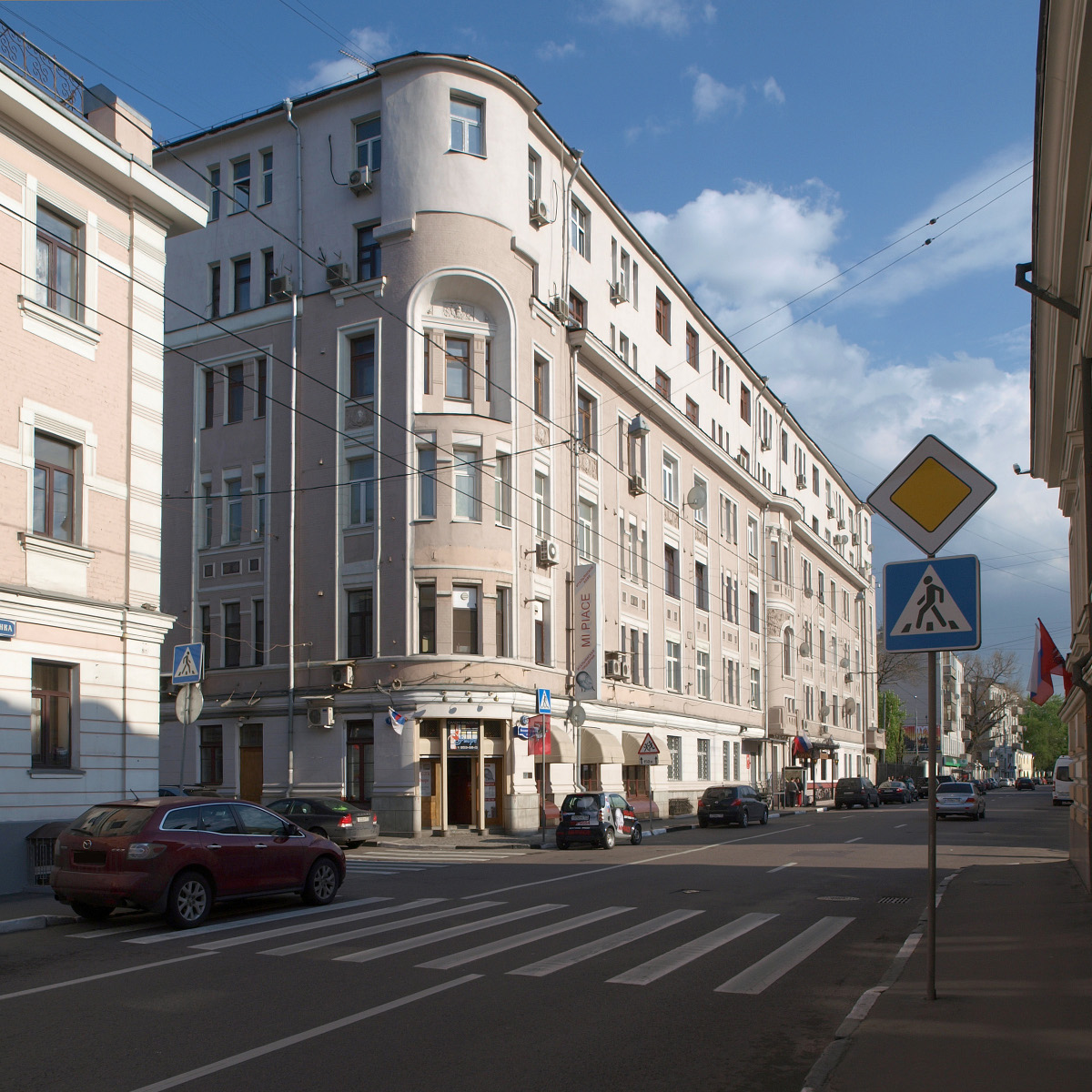
A. A. Durilin-Mietshaus, Uliza Bolschaja Ordynka 13/9, Moskau
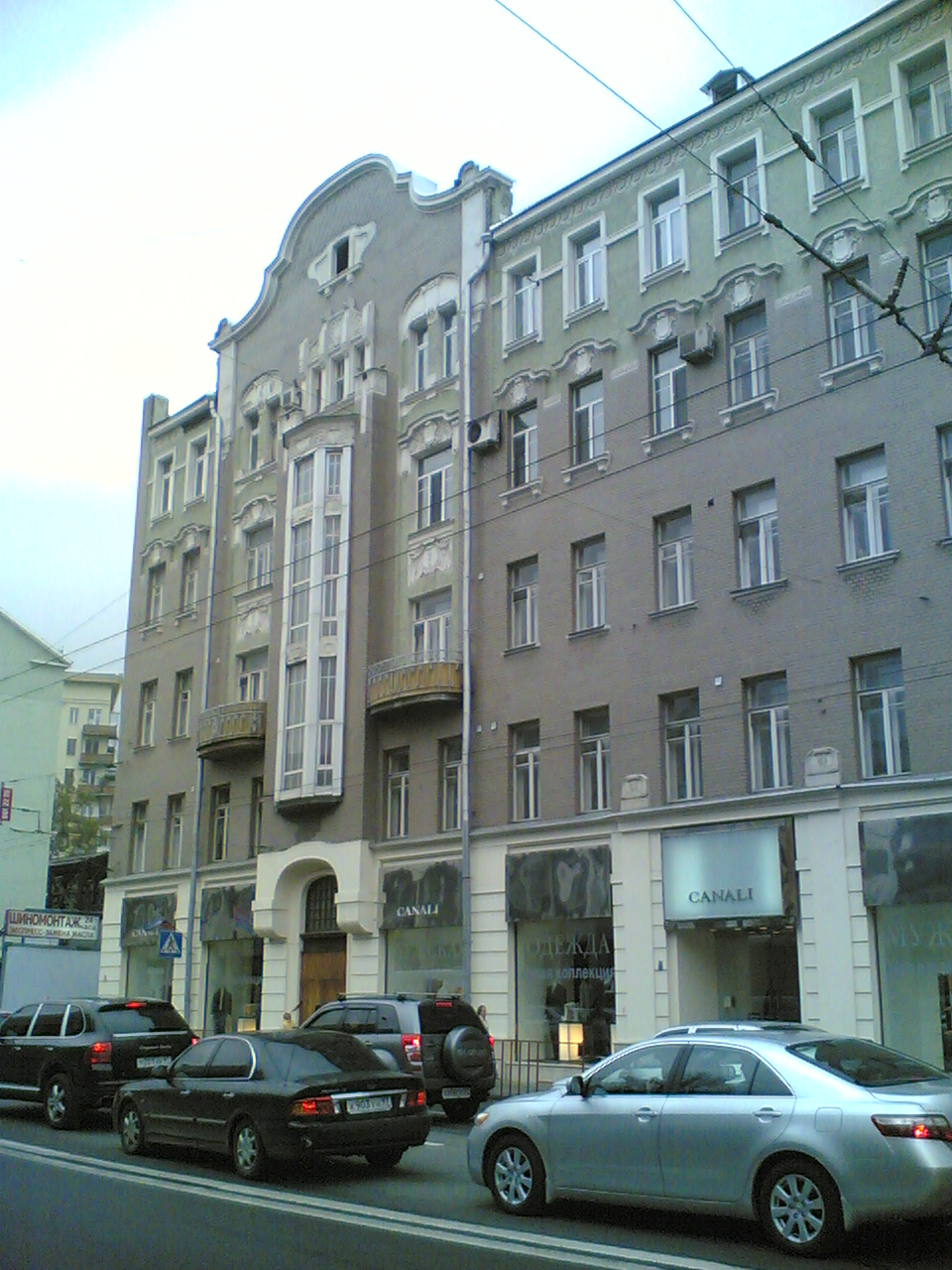
Mietshaus, Uliza Pokrowka 44, Moskau
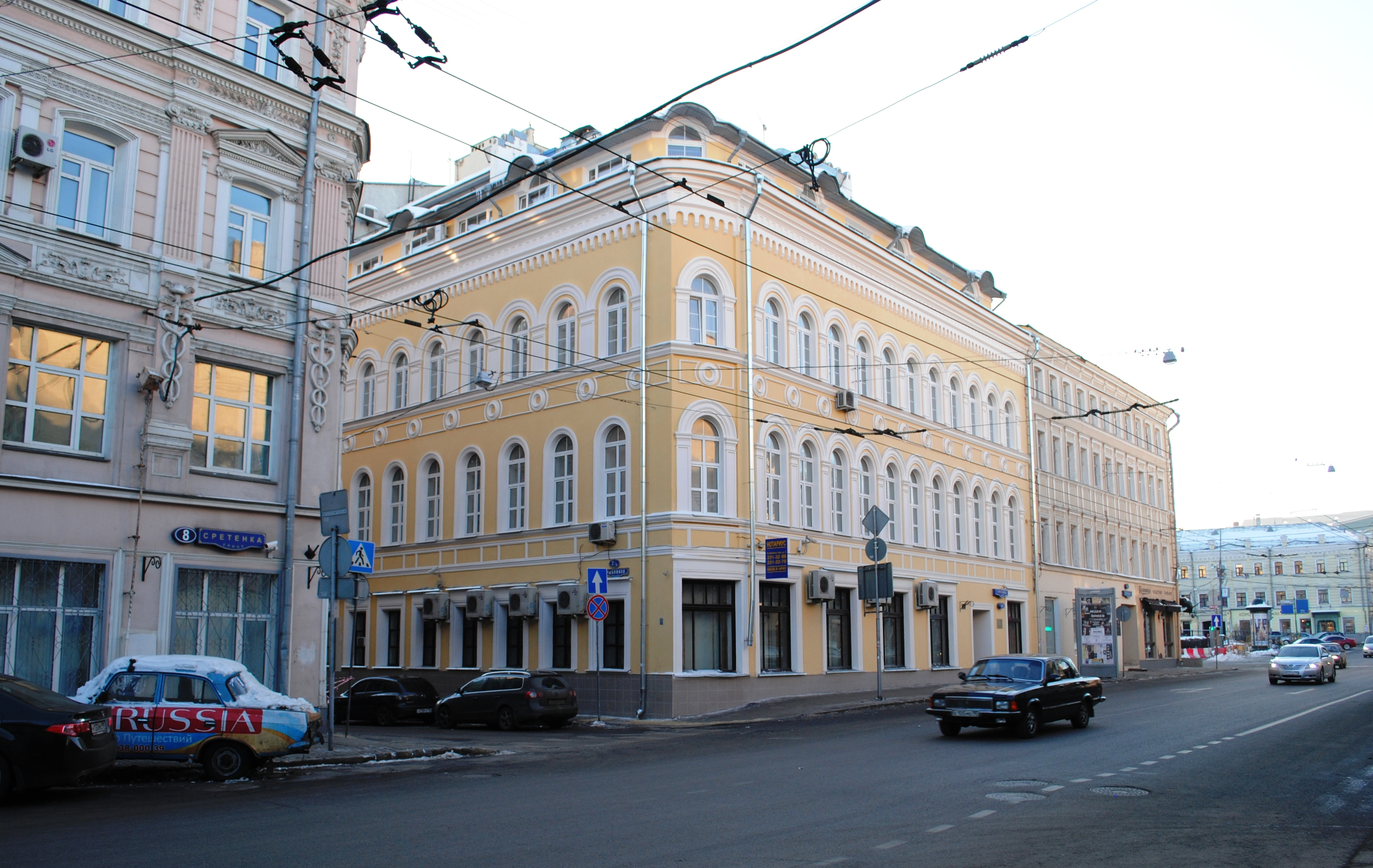
Kontorgebäude, Uliza Sretenka 6/2, Moskau
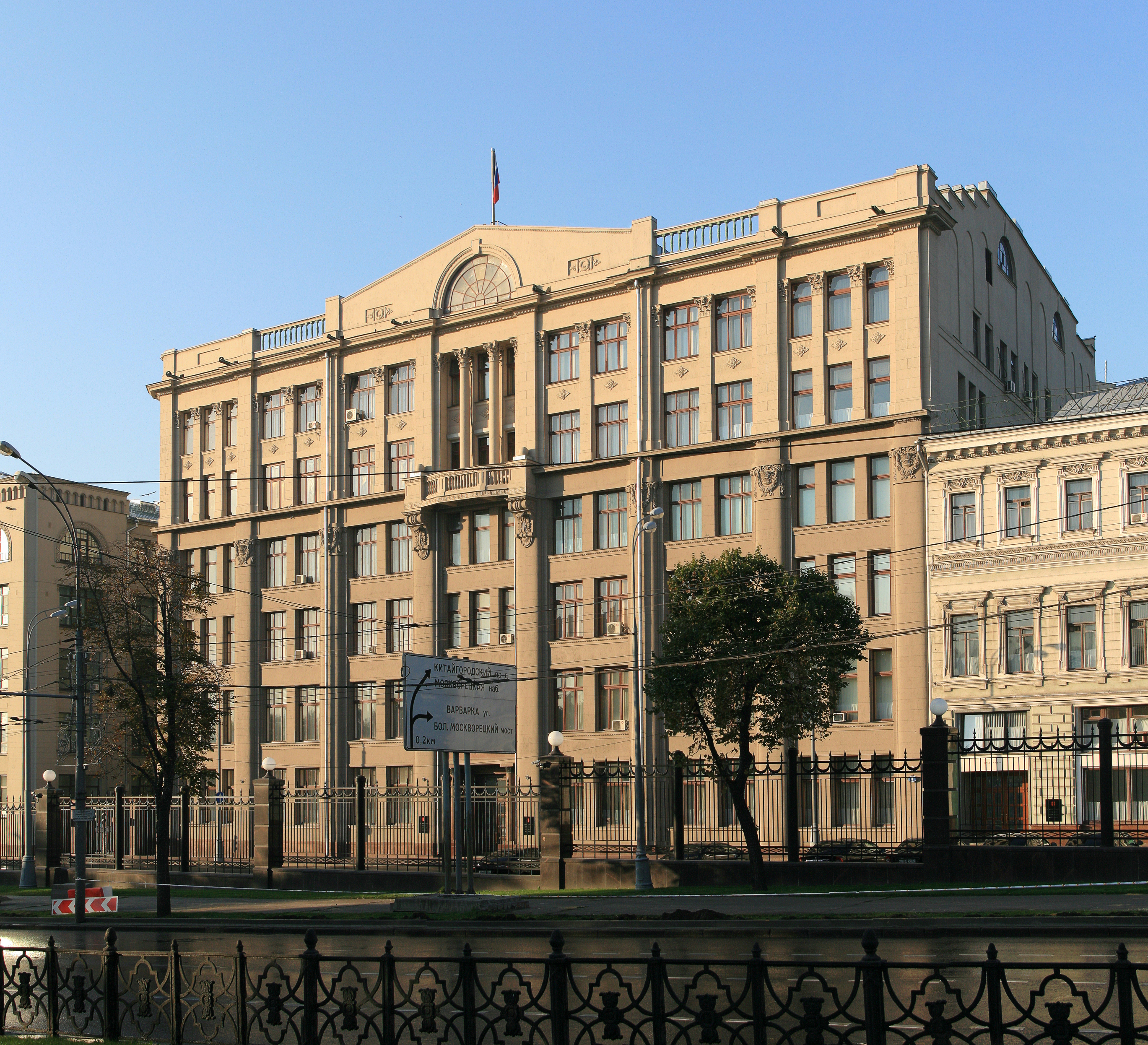
Titow-Handelshaus, Staraja Ploschtschad 4, Moskau